# Hille Butter

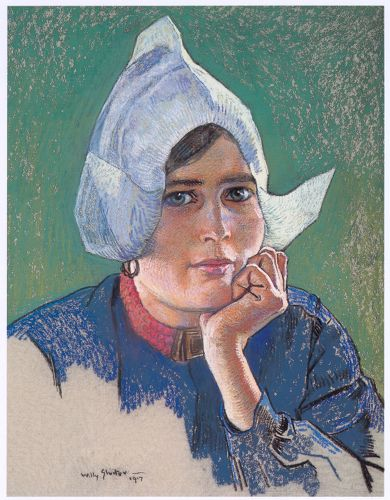
Hille Butter, gemalt von Jan Willem Sluiter (1917)

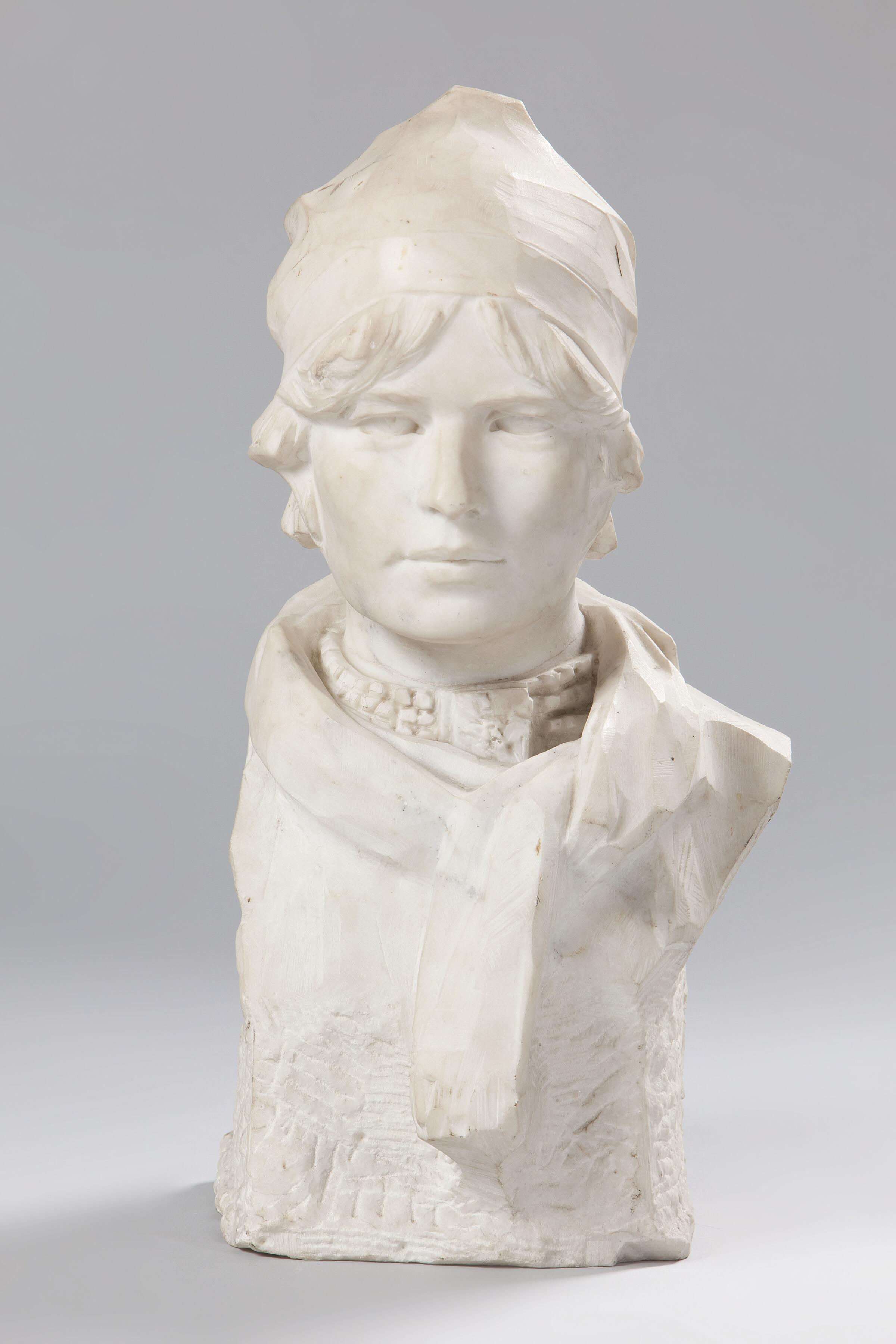
Büste, geschaffen von Charles van Wijk (1910)

Hillegond „Hille“ Butter (* 6. Juli 1891 in Volendam; † 1968 ebenda) war ein niederländisches Malermodell.

## Biographie
Hille (auch Hilletje) Butter wurde als Tochter des Fischers Cornelis Butter und der Geertje Schilder geboren. Im Alter von 19 Jahren heiratete sie 1911 den Seemann Evert „Seek“ Veerman. Das Paar hatte eine Tochter und einen Sohn. 1925 ließ sich Hille Butter scheiden, was möglicherweise die erste offizielle Scheidung in der Gemeinde Volendam war und von großem Selbstbewusstsein der Ehefrau zeugte.
Als junge Frau arbeitete Hille Butter im Hotel Spaander in Volendam, das viele Künstler beherbergte. Die Maler fühlten sich von dem authentischen und malerischen Leben der Einwohner von Volendam angezogen und malten die Bewohnerinnen und Bewohner bei ihrer täglichen Arbeit. Hille Butter, die als besonders „knap“ (hübsch, gescheit) beschrieben wurde, war ein beliebtes Modell der Maler und Bildhauer in ihrer Tracht. Ihre Bildnisse prägten das Verständnis einer niederländischen Tracht, obwohl es sich lediglich um die aus Volendram handelte.
Ungeachtet einer geringen Schulbildung war Hille Butter sehr belesen; ihre Mutter sagte über sie, sie würde „Buchstaben essen“. Ihre bevorzugte Lektüre waren ethnografische Themen und Reiseberichte, und sie las täglich drei verschiedene Zeitungen. Sie war eine der ersten im Ort, die sich einen Fernseher anschaffte, und sie korrespondierte mit in- und ausländischen Bekannten. Auf die Frage, wo sie diese Menschen kennengelernt habe, antwortete sie: „Wenn ich unter den Fremden auf dem Deich jemanden sah, der anders war als die anderen, habe ich ein Schwätzchen begonnen und meist gefragt: Komm doch auf eine Tasse Kaffee (kopje koffie) in mein Häuschen. Beim Reden ist dann oft ein Kontakt entstanden und immer öfter sogar eine gute Freundschaft.“ Neben Künstlern und Schriftstellern aus dem Hotel Spaander besuchten sie auch andere prominente Persönlichkeiten wie Prinz Hendrik, der damalige Kronprinz von Japan und der prominente Psychologie und Schriftsteller Frederik van Eeden.
Mit den Jahren beherbergte Hille Butters Haus eine Privatbibliothek sowie zahlreiche Geschenke von Besuchern, und sie selbst wurde eine Sehenswürdigkeit. An den Wänden hingen Gemälde, die sie für ihre Dienste als Modell erhalten hatte. Bis ins hohe Alter empfing sie Gäste, erzählte von ihren Begegnungen und zeigte ihr Gästebuch. 1950 erklärte sie in einem Interview: „So habe ich angefangen, Menschen zu sammeln, wie ein anderer Mensch Souvenirs sammelt. Sie müssen bedenken, dass ich die Menschen sehr liebe!“

## Galerie

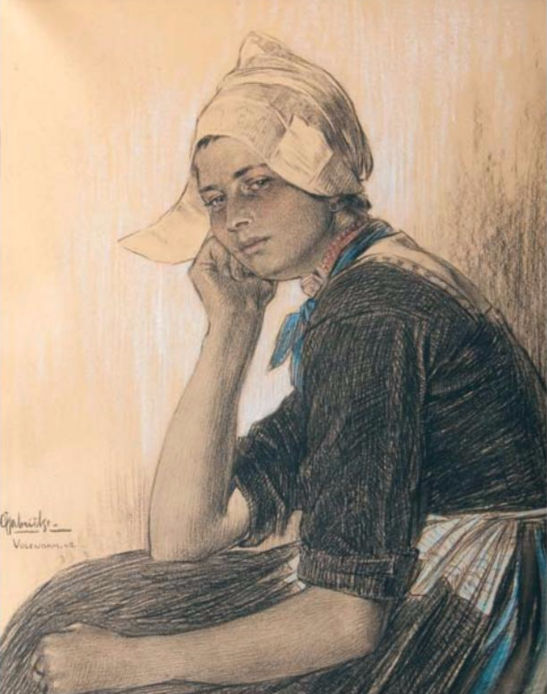
Porträt, geschaffen von Johan Gabriëlse (1903)
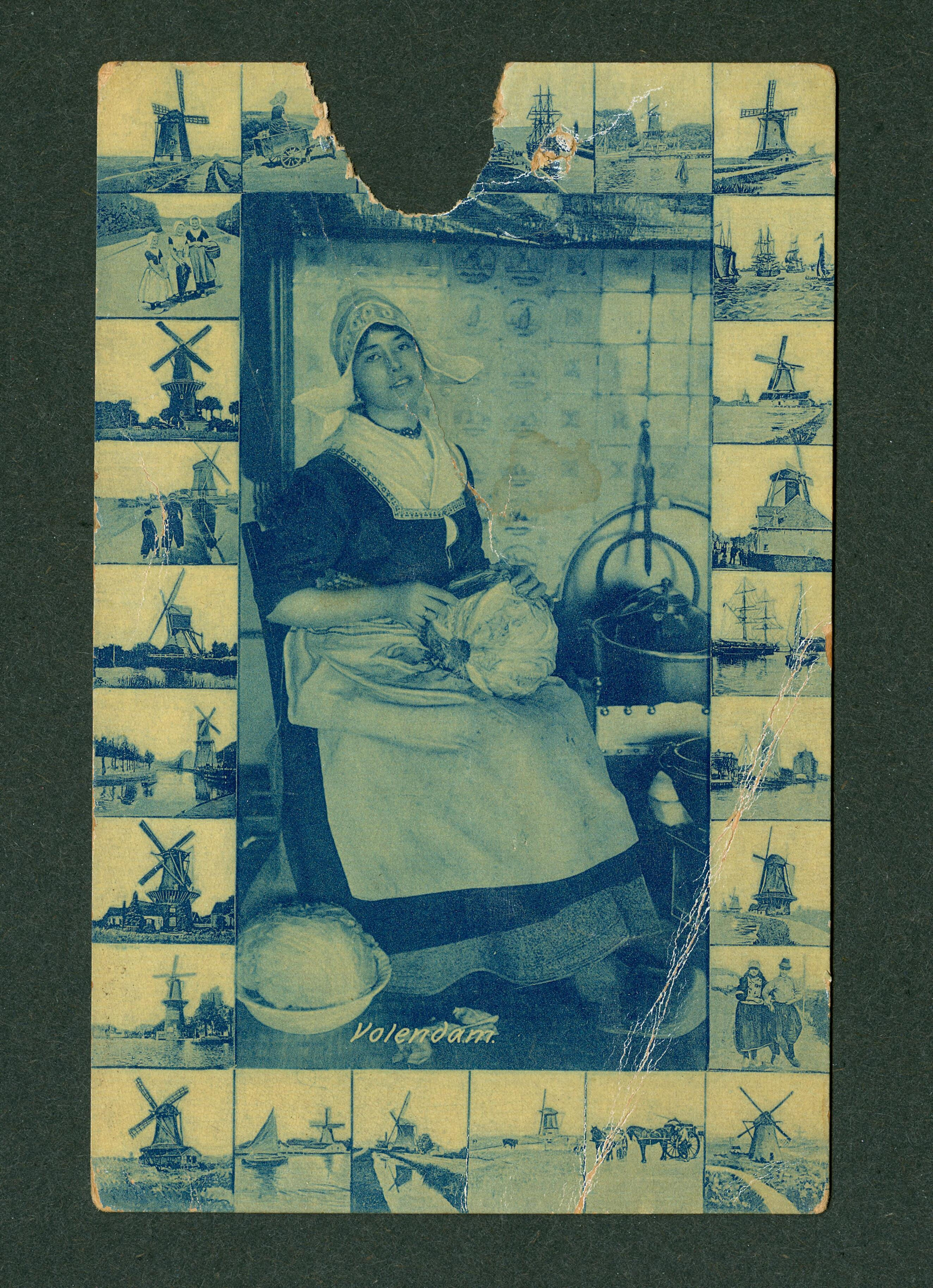
Kompositbild mit Hille Butter in der Mitte (Zuiderzeemuseum, 1910 bis 1925)
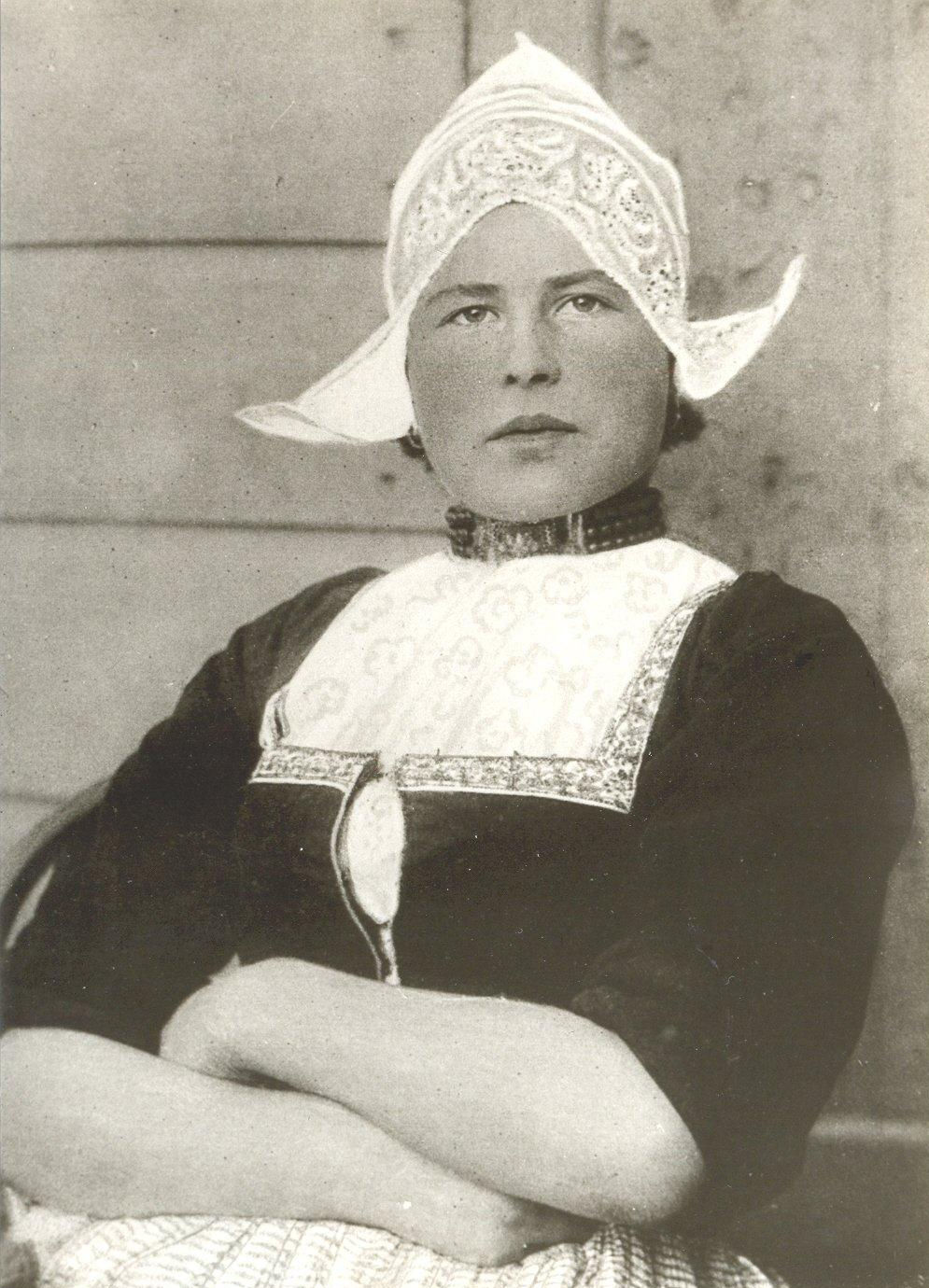
Foto etwa aus dem Jahr 1915, das für Ansichtskarten genutzt wurde
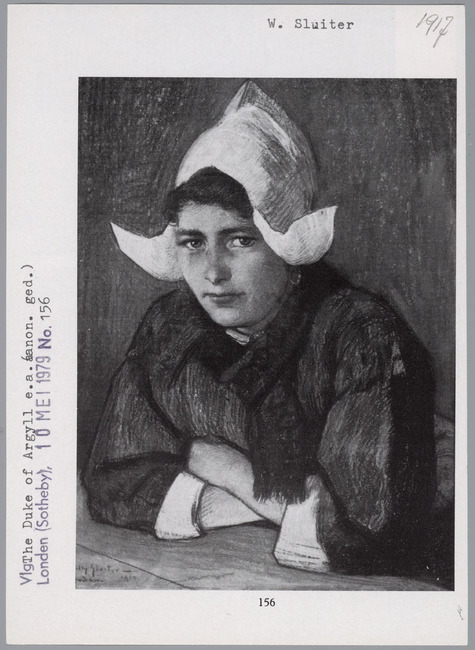
Porträt, geschaffen von Willy Sluiter, ca. 1917
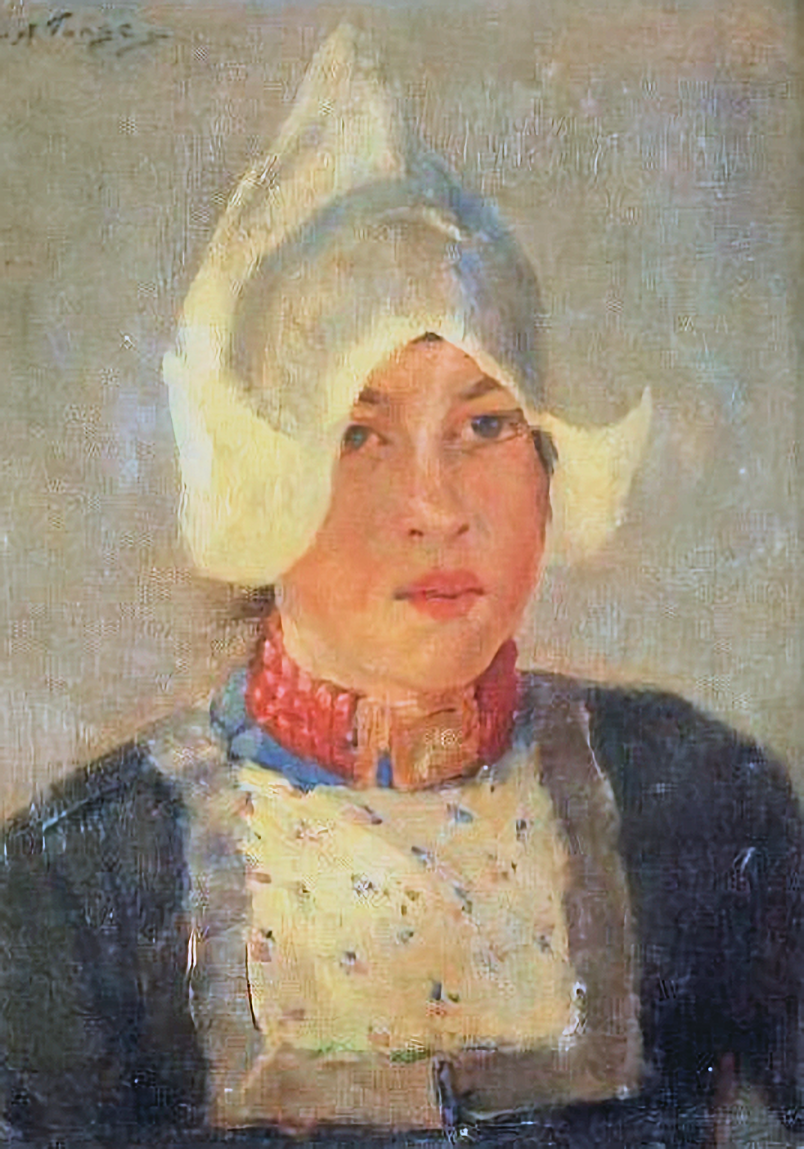
Bild aus dem Jahr 1918, von Louis van der Tonge
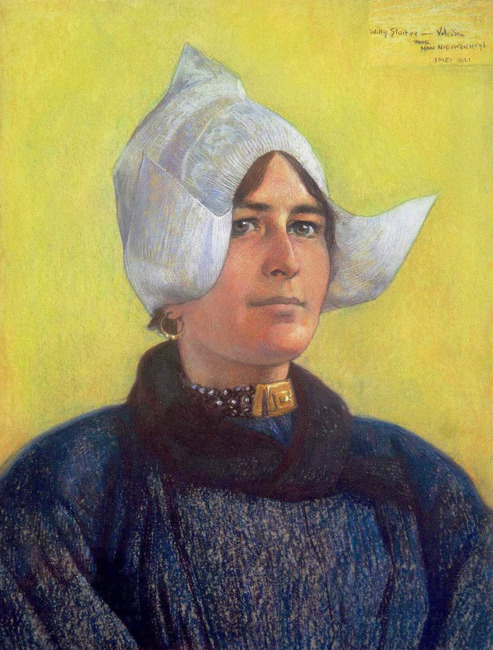
Porträt, gemalt von Jan Willem Sluiter (1921)
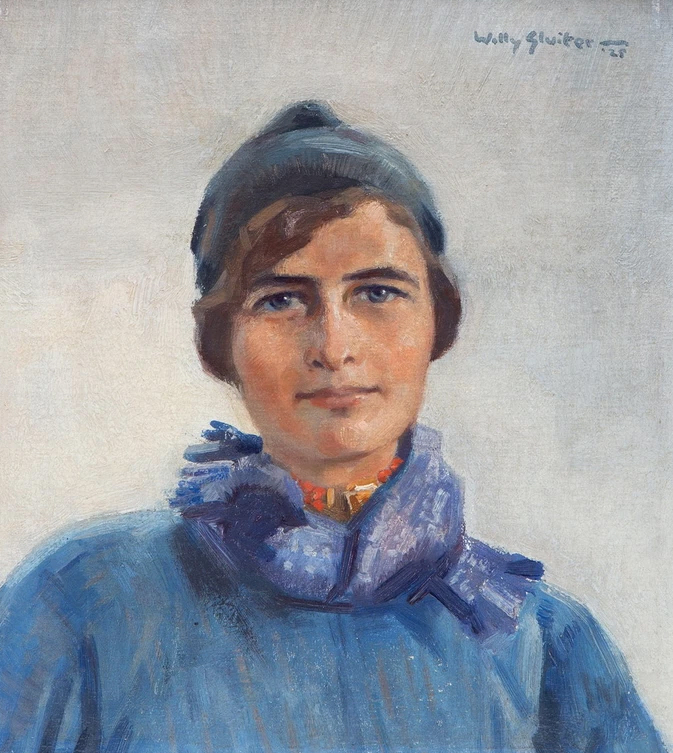
Bild aus dem Jahr 1925, von Willy Sluiter